# Lucia Crisanti
Lucia Crisanti (Foligno, 16 marzo 1986) è un'ex pallavolista italiana di ruolo centrale.

## Carriera

### Club
La carriera di Lucia Crisanti inizia nel 1999 quando entra a far parte de Il Giglio di Foligno, squadra di Serie D, con la quale sarà promossa la stagione seguente in Serie C. Nella stagione 2001-02 passa al Trevi, club di Serie B1, al quale resterà legata per due stagioni, fino a passare nel 2003 al Club Italia.
Nella stagione 2004-2005 viene ingaggiata dalla Sirio Perugia, in Serie A1: nel club umbro resterà per cinque stagioni, vincendo due scudetti, due Coppe Italia, una Supercoppa italiana, due Coppe CEV e due Champions League.
Nella stagione 2009-10 passa al Busto Arsizio, militandovi per due annate e vincendo nuovamente la Coppa CEV; con la nazionale ottiene una medaglia di bronzo nel World Grand Prix 2010.
Nella stagione 2011-12 viene ingaggiata dalla Robur Tiboni Urbino, dove rimane per due stagioni, anche se in quella 2012-13 resta ferma per buona parte del campionato a causa dell'infortunio. Per il campionato 2013-14 passa alla neonata società della LJ di Modena, dove milita per due annate, per poi approdare nella stagione 2015-16 alla neopromossa Obiettivo Risarcimento di Villaverla: tuttavia a metà annata si trasferisce all'Imoco di Conegliano, con cui si aggiudica lo scudetto.
Nella stagione 2016-17 è sempre in Serie A1, questa volta con la Savino Del Bene, mentre nella stagione successiva si accasa all'Academy Sassuolo, in Serie B1: con lo stesso club è in Serie A2 nella stagione 2018-19, durante la quale si aggiudica la Coppa Italia di Serie A2. Al termine del campionato annuncia il ritiro dall'attività agonistica.

### Nazionale
A partire dal 2004 viene convocata in nazionale, anche se partecipa soltanto a tornei amichevoli, fino al 2009, quando dopo la vittoria alla XXV Universiade, viene convocata al campionati europeo al posto di Martina Guiggi infortunata, vincendo la medaglia d'oro pur non scendendo mai in campo.

## Palmarès

### Club
- Campionato italiano: 3

2004-05, 2006-07, 2015-16
- Coppa Italia: 2

2004-05, 2006-07
- Coppa Italia di Serie A2: 1

2018-19
- Supercoppa italiana: 1

2007
- Coppa di Lega: 1

2006
- Champions League: 2

2005-06, 2007-08
- Coppa CEV: 1

2009-10
- Coppa CEV: 2

2004-05, 2006-07

### Nazionale (competizioni minori)
- Campionato europeo Under-19 2004
- Trofeo Valle d'Aosta 2006
- Montreux Volley Masters 2009
- Universiade 2009
- Piemonte Woman Cup 2010

### Premi individuali
- 2009 - Champions League: Miglior servizio
- 2010 - Coppa CEV: Miglior muro